# 伊藤文吉
伊藤 文吉（いとう ぶんきち）は、現在の新潟市江南区沢海に居を構えた豪農・大地主の当主名。

## 系譜

### 初代・文吉
江戸時代中期の宝暦6年（1756年）正月、初代文吉は20歳で一町二反九畝二十九歩（約13,000平米）の畑を与えられ、一人の百姓として分家した。分家して間もなく往来の向かい側の紺屋の娘きよを嫁とし、百姓の傍ら、きよの実家の関係から藍の商売を営むようになった。お金が貯まると畑を買い足し、商売も繁盛するようになり、やがて家を建て替えて蔵を造り、徐々に豊かになっていった。

### 二代目・文吉
安次郎は35歳で二代目文吉の名を継いだ。商売は藍の他に雑穀を扱い、さらに質屋、穀取（現在の倉庫業）と次第に大きくなったため百姓をやめ「いはの家」という屋号を名のった。二度目の妻の先夫の子、為次郎を養子とし、父子はやがて知行所一番の財力のある豪商としての道を歩み始めた。やがて小浜の御用達となり、天保8年（1837年）には苗字帯刀を許され、二代文吉からは「伊藤文吉」の名を名のるようになった。

### 三代目・文吉
幼名為次郎。安次郎の二度目の妻の先夫の子。伊藤家の土台を築きあげた。四代目文吉を継ぐはずの佐六は44歳で死去したため、三代目文吉の孫にあたる要之介が16歳で五代目文吉を名のることになった。

### 五代目・文吉
三代目文吉の孫。嫁キイとの間に謙次郎をはじめ、子宝に恵まれた。謙次郎の嫁とりに全力を注いだ。明治24年（1891年）2月29日に没した。

### 六代目・文吉
六代目文吉は、上越の旧家であり名門である村山家から真砂を嫁に迎えた。真砂は柏崎地方の盆踊りのはやしに歌われるほどの才媛だった。次々と取得した伊藤家の土地は、明治24年（1891年）には636.8町歩 (637ha)、明治34年（1901年）には1,063町歩 (1,063ha) となり、新発田の清水谷下屋敷（現在の「清水園」）も明治25年（1892年）には全て伊藤家のものとなった。33歳で死去した。

### 七代目・文吉
明治36年（1903年）7月6日、六代目文吉の次男淳夫が七代目文吉となった（七代目はこの時まだ幼かったため、しばらくは六代目の弟・九郎太が後見人となって支えた）。明治41年（1908年）には所有地が1,384.7町歩 (1,385ha) となった。大正7年（1918年）に慶應義塾大学を卒業した。アメリカ合衆国のペンシルベニア大学に留学して大正14年（1925年）に帰国し、この年に東京京橋の商家米沢家の娘竹子と結婚する。財団法人北方文化博物館の初代館長。

### 八代目・文吉
昭和2年（1927年）9月24日生まれ。本名吉彦。昭和25年（1950年）慶應義塾大学法学部を卒業、毎日新聞社に就職。昭和26年（1951年）音楽之友社入社（ちなみに同社の初代社長は同郷の目黒三策である）。昭和33年（1958年）9月、音楽之友社編集部を退社。北方文化博物館館長就任。昭和49年（1974年）日本博物館協会理事に就任。昭和53年（1978年）5月、文化財保護尽力と文化の発展功労で文化庁長官表彰。その他、数々の賞を受賞。平成20年（2008年）4月春の叙勲、旭日双光章受章。平成28年、従六位に叙される。
平成28年（2016年）10月25日、肝臓がんのため死去。89歳没。葬儀は形式上は家族葬とはされたが、会場は博物館の大広間が用いられ、事実上通常の葬儀と変わらなかった。同年12月5日には偲ぶ会がホテルオークラ新潟で行われた。
八代目に子が無かったため、文吉の名は八代目で途絶えることとなった。

## 関連
- 北方文化博物館